# Neumann University
La Neumann University è un'università privata di indirizzo cattolico con sede ad Aston, nello stato americano della Pennsylvania.
L'università fu aperta nel 1965 come Our Lady of Angels College dalle suore francescane di Glen Riddle; prese il nome di Neumann College nel 1980 in omaggio a Giovanni Nepomuceno Neumann, vescovo redentorista di Filadelfia, fondatore delle francescane di Glen Riddle. Il college fu elevato al rango di università nel 2009 e assunse il nome di Neumann University.